# David Murgia (attore)
David Murgia (Verviers, 16 marzo 1988) è un attore belga.

## Biografia
Intraprende la carriera attoriale a teatro agli inizi degli anni 2000, per debuttare al cinema nel 2009.
Dal 2013 porta in scena Discorsi alla nazione e dal 2017 Laika, due testi di Ascanio Celestini con la regia dello stesso autore.

## Filmografia
- Sœur Sourire, regia di Stijn Coninx (2009)
- La Régate, regia di Bernard Bellefroid (2009)
- Bullhead - La vincente ascesa di Jacky (Rundskop), regia di Michaël R. Roskam (2011)
- La Tête la première, regia di Amélie van Elmbt (2012)
- Tango Libre, regia di Frédéric Fonteyne (2012)
- Je suis supporter du Standard, regia di Riton Liebman (2013)
- Je te survivrai, regia di Sylvestre Sbille (2014)
- The Lonely Hearts Killers (Alleluia), regia di Fabrice Du Welz (2014)
- Être, regia di Fara Sene (2014)
- Geronimo, regia di Tony Gatlif (2014)
- Dio esiste e vive a Bruxelles (Le Tout Nouveau Testament), regia di Jaco Van Dormael (2015)
- Les Premiers, les Derniers, regia di Bouli Lanners (2016)
- Blind Spot (Dode Hoek), regia di Nabil Ben Yadir (2017)
- Maldoror, regia di Fabrice Du Welz (2024)

## Riconoscimenti

### Premio Magritte
- 2013: – Miglior promessa maschile per La Tête la première
- 2017: – Miglior attore non protagonista per Les Premiers, les Derniers